# Phasgonophora rugithorax
Phasgonophora rugithorax är en stekelart som beskrevs av Embrik Strand 1912. Phasgonophora rugithorax ingår i släktet Phasgonophora och familjen bredlårsteklar. Inga underarter finns listade i Catalogue of Life.